# Горњи Петровци
Горњи Петровци (словен. Gornji Petrovci) је насеље и управно средиште истоимене општине Горњи Петровци, која припада Помурској регији у Републици Словенији.
По попису становништва из 2011. године, насеље Горњи Петровци имало је 419 становника.